# Orthoporus flavior
Orthoporus flavior är en mångfotingart som beskrevs av Chamberlin och Stanley B. Mulaik 1941. Orthoporus flavior ingår i släktet Orthoporus och familjen Spirostreptidae. Inga underarter finns listade i Catalogue of Life.